# Густаво Джуссані
Густаво Джуссані (ісп. Gustavo Giussani; нар. 6 березня 1968) — колишній аргентинський тенісист.
Найвищу одиночну позицію світового рейтингу — 153 місце досяг 25 вересня 1989, парну — 158 місце — 7 серпня 1989 року.

## Фінали Гран-прі за кар'єру

### Парний розряд: 1 (0–1)
| Результат | W/L | Дата     | Турнір        | Покриття | Партнер       | Суперники                  | Рахунок  |
| --------- | --- | -------- | ------------- | -------- | ------------- | -------------------------- | -------- |
| Поразка   | 0–1 | Кві 1989 | Афіни, Греція | Ґрунт    | Херардо Мірад | Клаудіо Панатта Томаш Шмід | 3–6, 2–6 |

## Титули на челленджерах

### Одиночний розряд: (3)
| Ранг | Рік  | Турнір               | Покриття | Суперник          | Рахунок       |
| ---- | ---- | -------------------- | -------- | ----------------- | ------------- |
| 1.   | 1988 | Женева, Швейцарія    | Ґрунт    | Сімоне Коломбо    | 6–4, 2–6, 6–3 |
| 2.   | 1988 | Богота, Колумбія     | Ґрунт    | Крістіан Мініуссі | 7–6, 5–7, 6–4 |
| 3.   | 1991 | Вінья-дель-Мар, Чилі | Ґрунт    | Габріель Маркус   | 4–6, 6–2, 6–0 |

### Парний розряд: (1)
| Ранг | Рік  | Турнір           | Покриття | Партнер         | Суперники                        | Рахунок       |
| ---- | ---- | ---------------- | -------- | --------------- | -------------------------------- | ------------- |
| 1.   | 1988 | Богота, Колумбія | Ґрунт    | Фаб'ян Бленхіно | Гільєрмо Мінутелья Херардо Мірад | 6–4, 1–6, 7–6 |